# Резуновка
Резуно́вка — село в Тамбовском районе Амурской области, Россия. Входит в Муравьёвский сельсовет.

## География
Село Резуновка стоит на левом берегу реки Гильчин (левый приток Амура), в 10 км до её устья.
Дорога к селу Резуновка идёт на юго-запад от районного центра Тамбовского района села Тамбовка (через сёла Раздольное и Гильчин), расстояние — 45 км.
Административный центр Муравьёвского сельсовета село Муравьёвка стоит на правом берегу реки Гильчин, напротив Резуновки.
От села Резуновка на юг (вниз по левому берегу Амура) идёт дорога к селу Семидомка Константиновского района.

## Население
| 2002 | 2010 | 2012 | 2013 | 2014 | 2015 | 2016 |
| ---- | ---- | ---- | ---- | ---- | ---- | ---- |
| 250  | ↘225 | ↘216 | ↘213 | ↘191 | ↘189 | ↘187 |
| 2017 | 2018 |      |      |      |      |      |
| ↘185 | ↗193 |      |      |      |      |      |